# Xã Otter Creek, Quận Jackson, Iowa
Xã Otter Creek (tiếng Anh: Otter Creek Township) là một xã thuộc quận Jackson, tiểu bang Iowa, Hoa Kỳ. Năm 2010, dân số của xã này là 664 người.